# Vitaphone
Vitaphone (en español Vitáfono) fue al mismo tiempo un sistema de cine sonoro y una compañía dedicada a explotarlo. Fundada en 1926 por Bell Telephone Laboratories y Western Electric, y adquirida luego por Warner Bros., el proceso que utilizaba para reproducir la banda sonora en las películas consistía en grabarla por separado en discos. Los discos con la banda sonora se hacían sonar sincronizadamente con la película proyectada. Muchas películas, tales como The Jazz Singer (1927) y Don Juan (1926), utilizan el sistema Vitaphone. Es el primer sistema de cine sonoro.

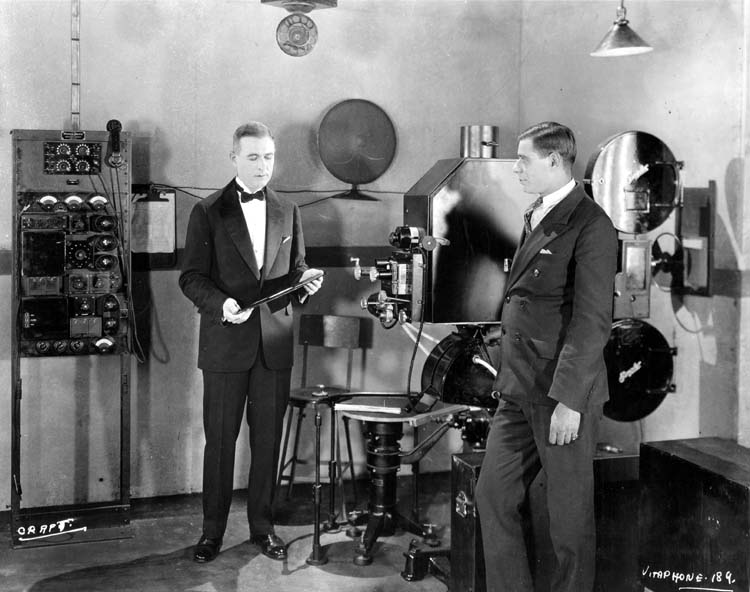
Sistema de registro disco a disco Vitaphone.

La conversión a este sonido sincronizado ocasionó serios problemas a la industria del cine. La grabación de sonido era difícil: todas las cámaras tenían que grabar desde dentro de cabinas de vidrio; los estudios tenían que construir escenarios especiales insonorizados, los cines debían contar con un costoso nuevo equipo; se tenía que contratar a escritores que tuvieran buen oído para el diálogo. Muchos de los primeros diálogos fueron feos, estáticos y sin sentimiento; las imágenes servían solamente como un acompañamiento para un diálogo interminable, efectos de sonido y números musicales.
El sistema Vitaphone fue descartado hacia 1930, aunque la Warner conservó la productora como subsidiaria para la producción de cortometrajes. Con este sistema la Warner realizó casi dos mil cortometrajes de todos los géneros, especialmente de Looney Tunes y Merrie Melodies. En la década de 1940 la Warner Bros. descartó completamente el sistema.

## Historia
El Vitaphone o Vitáfono era un sistema "de sonido a disco". Este sistema fue desarrollado por Bell Telephone Laboratories y Western Electric y fue adoptado en el cine en la década de 1920. La compañía Western Electric estaba investigando cómo dotar de sonido a las películas y entonces concibió la idea de grabar el sonido en discos mediante la compra del sistema de audio de Lee De Forest en 1913 y el desarrollo del micrófono de condensador en 1915. 
El negocio se estableció en la Western Electric Bell Laboratories en Brooklyn, Nueva York, y fue adquirido por Warner Bros. en abril de 1925. El Vitaphone se presentó el 6 de agosto de 1926 lanzando su primer estreno con este sistema, la película Don Juan, protagonizada por John Barrymore con música y efectos de sonido solamente (sin diálogo), acompañada de varias canciones de la mayoría de estrellas de la ópera y los intérpretes de música clásica de la época.
Don Juan recaudó enormes sumas de dinero, pero no fue suficiente para cubrir el costoso presupuesto que Warner Bros. puso en la película. A raíz del fracaso de Don Juan, el dueño de Paramount, Adolfo Zukor, ofreció a Sam Warner un puesto ejecutivo si se traía Vitaphone a Paramount. Harto del rechazo de su hermano Henry a continuar con producciones de Vithaphone, Sam aceptó el trato. Sin embargo este se rompió tras el fracaso de un largometraje lanzado fon ocasión de la muerte de Rodolfo Valentino. Finalmente Henry cedió a la insistencia de Sam y volvieron a utilizar el sistema Vitaphone en una nueva película, basada en una obra de Broadway y protagonizada por Al Jolson. The Jazz Singer, El cantante de jazz, rompió records de taquilla.
El director de orquesta Henry Halstead está acreditado como el autor de las primeras películas de Hollywood habladas usando el sistema Vitaphone con los cortos de Warner Brothers en 1927, entre ellos Carnival Night in Paris (Noche de carnaval en París), donde el actor Lew Ayres fue grabado tocando el bajo. Las tres selecciones musicales para la producción de Vitaphone son Volga Boatman (El barquero del Volga), At Sundown (Al atardecer) y Rosy Cheeks (Mejillas sonrosadas). La producción se realiza con un gran reparto de cientos de bailarines ataviados en un ambiente de carnaval.

## ¿Cómo funcionaba Vitaphone?
Un equipo de Vitaphone consistía en un proyector, un amplificador y altavoces. Los proyectores funcionaban con normalidad y eran silenciosos, pero con una mecánica que interactuaba como un tocadiscos. Cuando se montaba el proyector, el proyeccionista hacía una marca de comienzo de la película, y al mismo tiempo, alineaba la aguja del gramófono al comienzo del disco. 
A diferencia de los discos de gramófono, de 78 revoluciones por minuto, los discos Vitaphone giraban a 33,3 r. p. m. para aumentar el tiempo de reproducción de modo que coincidiera con los once minutos de duración máxima de un rollo de película. También, a diferencia de la mayoría de discos de gramófono, la aguja en Vitaphone se desplazaba desde el interior del disco hacia el exterior.
El sistema Vitaphone consiguió grandes mejoras en el sonido como:
- Amplificación - El sistema Vitaphone fue uno de los primeros en utilizar amplificación electrónica, utilizando el triodo de Lee De Forest. Esto permitió que el sonido del fonógrafo se reprodujera a una gran audiencia a un volumen cómodo.
- Fidelidad - Ya en sus primeros días, Vitaphone había superado la fidelidad de sonido de otros sistemas de película, especialmente en frecuencias bajas.

A pesar de estas innovaciones, el sistema Vitaphone perdió en la guerra de los sistemas de sonido de película por muchas razones:
- Distribución - Las grabaciones se desgastan después de unas veinte proyecciones, y tenían que ser reemplazadas. Al hacer el cambio, los daños y roturas en las películas eran peligros constantes.
- Sincronización - Vitaphone tuvo graves problemas de sincronización defectuosa. Si durante una proyección, la aguja saltaba o la película se enganchaba, se perdía la sincronía entre imagen y sonido y el proyeccionista tenía que restaurarla manualmente. Además, una película dañada y no reparada, por ejemplo si le faltaba un fragmento, echaba a perder la correspondencia entre el sonido y la película y así causaba una pérdida de sincronización permanente. Los proyectores Vitaphone tenían palancas especiales para avanzar y retrasar la sincronización, pero era necesaria la continua atención del operador, y esto era poco práctico. El sistema de alineación de las marcas de inicio en la película distaba de ser exacta.
- Edición - Un gramófono no puede ser editado físicamente, y esto limitaba considerablemente el potencial creativo de las películas de Vitaphone.

Las mejoras en el procesamiento de sonido en películas llevaron a la retirada de Vitaphone a principios de 1930. Warner Bros detuvo la grabación directa a disco, y pasaron a la grabación del sonido conjuntamente con la de la película. El estudio Warner tuvo que admitir públicamente que Vitaphone había quebrado.

## El proyecto Vitaphone
Hoy en día hay un grupo de aficionados conocido como "El proyecto Vitaphone", cuya misión es la de restablecer a largo plazo las producciones de Vitaphone. Ellos se encargan de localizar elementos de la imagen y sus correspondientes discos Vitaphone y producir discos nuevos, en versiones de 35 mm. sincronizadas con la última tecnología de sonido y vídeo. Hasta la fecha, el proyecto ha restaurado varias docenas de cortos de Vitaphone.